# Газданов, Булат Гаппоевич
Була́т Гаппо́евич Газда́нов (осет. Гӕздӕнты Булат; 22 июня 1936, Ольгинское, Северо-Кавказский край — 29 июля 2024) — советский осетинский и российский дирижёр, композитор и гармонист, педагог, художественный руководитель и главный дирижёр Национального оркестра народных инструментов Республики Северная Осетия-Алания (с 1975 года). Народный артист Российской Федерации (2008). Лауреат Государственной премии Северо-Осетинской АССР имени К. Л. Хетагурова.

## Биография
Родился в 1936 году в селе Ольгинское (Северная Осетия). После окончания средней школы в 1952 году поступил в Орджоникидзевское музыкальное училище сразу на три отделения: дирижёрско-хоровой, домры и гобоя. В 1957 году поступил в Государственный музыкально-педагогический институт им. Гнесиных (ныне РАМ им. Гнесиных).
С 1959 года работал в оркестре Радиокомитета СОАССР и одновременно — в Осетинском театре. В 1966 году поступил в Северо-Осетинский медицинский институт, но прервал обучение.
Сегодня Булат Газданов известен в Осетии как непревзойденный гармонист и талантливый композитор. Диапазон его творческой деятельности достаточно широк. Более тридцати лет он является художественным руководителем и дирижёром оркестра народных инструментов телерадиокомпании «Алания». Одновременно он занимается исполнительской, концертмейстерской, композиторской, научно-исследовательской и педагогической деятельностью. Знаток и собиратель национального осетинского музыкального фольклора, он является автором учебного пособия «Школа игры на осетинской гармонике для 1 — 2 классов музыкальной школы» и Школа игры на осетинской гармонике для 3 — 5 классов музыкальных школ, «Сборника пьес для осетинской гармоники».
В 2018 году оркестру, которым руководит Б. Г. Газданов, присвоено имя Булата Газданова.
Умер 29 июля 2024 года в Северной Осетии в возрасте 88 лет.

## Награды и звания
- Орден Почёта (15 июля 2016, Южная Осетия) — за большой вклад в дело укрепления культурных связей между Республикой Южная Осетия и Республикой Северная Осетия-Алания, личные заслуги в развитии осетинской национальной культуры и в связи с 80-летием со дня рождения[3]
- Медаль «За трудовую доблесть» (5 октября 1960) — за выдающиеся заслуги в развитии осетинского искусства и литературы и в связи с декадой искусства и литературы Северо-Осетинской АССР в гор. Москве[4]
- Народный артист Российской Федерации (1 сентября 2008) — за большие заслуги в области искусства[5]
- Заслуженный артист Российской Федерации (27 сентября 1993) — за заслуги в области искусства[6]
- Народный артист Республики Южная Осетия
  (22 июня 2011) — за большой личный вклад в развитие национального музыкального искусства, многолетнюю творческую деятельность и в связи с 75-летием со дня рождения[7]
- Заслуженный артист Северо-Осетинской АССР
- Государственная премия СОАССР им. К. Л. Хетагурова
- Премия «Яблоко Нартов»
- Звание «Герой труда Осетии» (22 июня 2018)[8]